# Championnat de Pologne de football 1961
Navigation
Édition précédente Édition suivante
La saison 1961 du championnat de Pologne est la trente-troisième saison de l'histoire de la compétition. Cette édition a été remportée par le Górnik Zabrze, devant le Polonia Bytom.

## Les clubs participants
| Club              | Ville     |
| ----------------- | --------- |
| Gornik Zabrze     | Zabrze    |
| KS Cracovia       | Cracovie  |
| Lech Poznań       | Poznań    |
| Lechia Gdańsk     | Gdańsk    |
| Legia Varsovie    | Varsovie  |
| LKS Łódź          | Lódź      |
| Odra Opole        | Opole     |
| Polonia Bydgoszcz | Bydgoszcz |
| Polonia Bytom     | Bytom     |
| Ruch Chorzów      | Chorzów   |
| Stal Mielec       | Mielec    |
| Stal Sosnowiec    | Sosnowiec |
| Wisła Cracovie    | Cracovie  |
| Zawisza Bydgoszcz | Bydgoszcz |

## Compétition

### Classement
| Rang | Équipe                | Pts | J  | G  | N  | P  | Bp | Bc | Diff |
| ---- | --------------------- | --- | -- | -- | -- | -- | -- | -- | ---- |
| 1    | Górnik Zabrze         | 43  | 26 | 19 | 5  | 2  | 73 | 18 | +55  |
| 2    | Polonia Bytom         | 35  | 26 | 14 | 7  | 5  | 53 | 29 | +24  |
| 3    | Legia Varsovie        | 32  | 26 | 13 | 6  | 7  | 51 | 35 | +16  |
| 4    | Wisła Cracovie        | 32  | 26 | 12 | 8  | 6  | 42 | 35 | +7   |
| 5    | Ruch Chorzów (T)      | 31  | 26 | 12 | 7  | 7  | 48 | 42 | +6   |
| 6    | Odra Opole            | 28  | 26 | 9  | 10 | 7  | 51 | 35 | +16  |
| 7    | Stal Sosnowiec        | 24  | 26 | 6  | 12 | 8  | 35 | 38 | -3   |
| 8    | Lechia Gdańsk         | 24  | 26 | 9  | 6  | 11 | 27 | 35 | -8   |
| 9    | ŁKS Łódź              | 22  | 26 | 8  | 6  | 12 | 32 | 39 | -7   |
| 10   | Lech Poznań (P)       | 22  | 26 | 8  | 6  | 12 | 27 | 40 | -13  |
| 11   | KS Cracovia (P)       | 21  | 26 | 9  | 3  | 14 | 41 | 44 | -3   |
| 12   | Stal Mielec (P)       | 21  | 26 | 8  | 5  | 13 | 34 | 45 | -11  |
| 13   | Polonia Bydgoszcz     | 19  | 26 | 8  | 3  | 15 | 36 | 71 | -35  |
| 14   | Zawisza Bydgoszcz (P) | 10  | 26 | 3  | 4  | 19 | 18 | 64 | -46  |

| Légende | Légende                                |
| ------- | -------------------------------------- |
|         | Champion de Pologne                    |
|         | Relégation en II Liga                  |
|         | (T) : Tenant du titre 1960 (P) : Promu |

## Meilleurs buteurs
| # | Joueur             | Équipe            | Buts |
| - | ------------------ | ----------------- | ---- |
| 1 | Ernest Pohl        | Górnik Zabrze     | 24   |
| 2 | Marian Norkowski   | Polonia Bydgoszcz | 21   |
| 3 | Norbert Gajda (pl) | Odra Opole        | 17   |